# Ruellia philippinensis
Ruellia philippinensis är en akantusväxtart som beskrevs av Adolph Daniel Edward Elmer. Ruellia philippinensis ingår i släktet Ruellia och familjen akantusväxter. Inga underarter finns listade i Catalogue of Life.